# مريم الخشت
مريم الخشت (29 يناير 1985- )، ممثلة مصرية من مواليد القاهرة.

## حياتها
والدها هو الشيف الشهير عماد الخشت مقدم برنامج الطهي طبخة ونص على قناة CBC سفرة ووالدتها هي الفنانة زينب مبارك وهي أيضاً كاتبة وممثلة ومؤدية صوتية، بدأت مريم التمثيل منذ الصغر والقيام بأعمال الدوبلاج لشخصيات ديزني المشهورة، تخرّجت من كلية الفنون الجميلة قسم تصوير – زيت، وظلت تعمل في مجال الدوبلاج، كما عملت في إذاعة الراديو في محطة ميغا إف إم.
حصلت على أول دور لها عندما سألت الفنانة أمينة خليل على حسابها فيسبوك إذا كان هناك أحد يريد التمثيل وبالفعل تقدمت ونجحت مريم وتم ترشيحها في مسلسل لا تطفئ الشمس بدور شهيرة ليكون أول مسلسل تقوم به.
جاءت مشاركتها الأولى من خلال دور ويندي في فيلم بيتر بان (النسخة العربية)، لتتوالى بعدها أعمالها الأخرى مع شركة ديزني، والجدير بالذكر انها قامت بتأدية صوت خدمة العملاء في شركات الاتصالات، كما عملت في تصميم الملابس والإنتاج، وتمثل حاليا مسلسلات مصرية. تعتبر مريم نفسها مدافعة عن حقوق الحيوان من الدرجة الأولى حيث ترفض تماما التجارب التي تتم على الحيوانات.

## أعمالها

### المسلسلات
- شهيرة في مسلسل لا تطفئ الشمس (2017)
- نبيلة في مسلسل ليالي أوجيني (2018)
- يمنى في مسلسل كلبش ج2 (2018)
- ليلى في مسلسل زي الشمس (2019)
- الدكتورة د. عاليا وهدان مقتبس من الدكتورة لويزا ألفير في مسلسل الآنسة فرح (2019-2022)
- رضوى في مسلسل ليه لأ (2020)
- زينة في مسلسل لعبة النسيان ( مسلسل) (2020)
- رندا في مسلسل مجنونة بيك (2022)
- رضوى في مسلسل نقطة سوداء (2024)

### ديزني بالعربي
- ويندي في فيلم بيتر بان (فيلم 1953) (الدبلجة - 1997)
- نيتا من فيلم أخي الدب 2 (2006)
- كوليت في فيلم خلطة بيطة بالصلصة (2007)
- جودي في فيلم زوتوبيا (2017)
- الأمير شفق في فيلم الأميرة النائمة (النسخة العربية الفصحى 2022) (ديزني+)

### الكارتون المدبلج
- ديانا في مارتن ميستري
- سام في الجاسوسات ( الموسم الثاني )
- فيكي في الوالدان السحريان (الموسم 1 - 4)
- دحروجة ميغامان محارب النت
- المحاربة كيتي الفرقة السرية لمحاربة الأشرار
- مارلين في بطاريق مدغشقر

### أفلام قصيرة
- سالي في فيلم ماتعلاش عن الحاجب[3]

## وصلات خارجية
- مريم الخشت على موقع IMDb (الإنجليزية)
- مريم الخشت على موقع الدهليز
- مريم الخشت على موقع قاعدة بيانات الأفلام العربية